# حمولة ميتة (اختلال ضال)
«حمولة ميتة» (بالإنجليزية: Dead Freight)‏ هي الحلقة الخامسة للموسم الخامس من مسلسل إيه إم سي التلفزيوني الدرامي اختلال ضال. كتبها وأخرجها جورج ماستراس، بُثَّت على إيه إم سي في 12 أغسطس 2012.

## وصلات خارجية
- «حمولة ميتة» على إيه إم سي (بالإنجليزية)
- «حمولة ميتة» على قاعدة بيانات الأفلام على الإنترنت (بالإنجليزية)